# Leerrohr

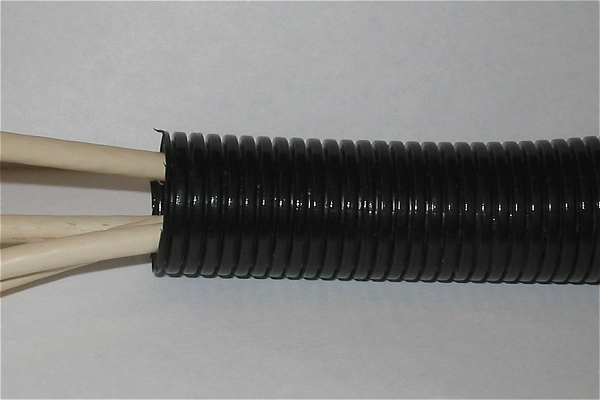
Leerrohr mit vier eingezogenen Koaxialkabeln

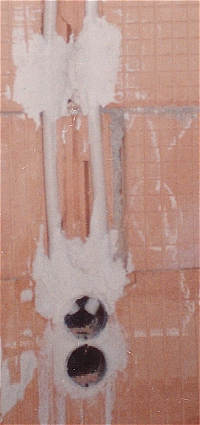
Mit Gipsmörtel befestigte Leerrohre im Rohbau

Ein Leerrohr ist ein starres oder flexibles Rohr aus Kunststoff oder Metall zur Installation von elektrischen Leitungen oder Rohrleitungen.
Leerrohre werden auch als Wellrohr, Installationsrohr, Isolierrohr, sowie in anderen Gewerken als Wellschlauch bezeichnet. Gängige Außendurchmesser sind 16, 20, 25 und 32 mm.
In der Elektroinstallation dienen Leerrohre der geordneten Verlegung und Befestigung von Leitungen, als Kabelschutzrohr. Leerrohre erleichtern es später die Leitung auszuwechseln oder eine zusätzliche einzuziehen.
In der Heizungs- und Sanitärinstallation werden Leerrohre zum Schutz von Rohrleitungen vor Korrosion sowie vor mechanischer Beschädigung von Kunststoffrohren eingesetzt.

## Verwendung

### In Gebäuden
Leerrohre werden verwendet, um stromführende Leitungen in Beton oder in Hohlwänden zu führen.
Üblich ist die Verlegung von Ader- und Steuerleitungen, Antennen-, Netzwerk- und Telefonkabeln in Leerrohren, um diese zu schützen und nachträglich auswechseln zu können. Die Leitungssysteme der Kommunikationstechnik werden aufgrund wechselnder Anforderungen in der Regel öfter erneuert und angepasst als die übrige Installation.
Leerrohre werden im Verlauf der Elektroinstallation meist in Schlitzen im Mauerwerk („Unterputz“ bzw. „UP“) geführt. Seltener wird der Wandputz in ausreichender Stärke aufgetragen, um die Leerrohre auf der Rohbauwand („im Putz“) verlegen zu können.
Die DIN 18015-3 sieht die Verlegung der elektrischen Installationen innerhalb bestimmter Installationszonen vor, die parallel zu Fußboden, Decke, Raumecken und Wandöffnungen verlaufen.
Das nachträgliche Einziehen von Leitungen wird durch Verwendung von Zugdrähten (in Österreich „Feder“), Gleitmittel, Druckluft oder mithilfe von Staubsauger oder Vakuumpumpe erzeugtem Unterdruck erleichtert.

### Im Außenbereich
Unter der Erde werden Leerrohre häufig dann verlegt, wenn die Erde wegen Tiefbauarbeiten zur Verlegung von Versorgungsleitungen ohnehin aufgegraben wurde. Kabelschutzrohre bieten Schutz gegen Feuchtigkeit und mechanische Beanspruchung.

## Materialien
Eine häufige Wahl für Leerrohre ist PVC (Polyvinylchlorid), ein thermoplastisches Polymer, das sich durch seine Beständigkeit gegenüber Chemikalien, Korrosion und Feuchtigkeit auszeichnet. PVC-Leerrohre können in verschiedenen Farben und Größen hergestellt werden und sind für den Einsatz in Innen- und Außenbereichen geeignet.
Neben PVC können Leerrohre auch aus HDPE (High Density Polyethylene), einem thermoplastischen Polymer, bestehen. HDPE-Leerrohre sind für ihre hohe Schlagfestigkeit und Beständigkeit gegenüber Chemikalien und Korrosion bekannt. Sie sind ebenfalls in verschiedenen Größen erhältlich und eignen sich für den Einsatz in vielen verschiedenen Umgebungen.
Ein weiteres Material, aus dem Leerrohre hergestellt werden können, ist Metall. Hierbei handelt es sich meist um Stahl- oder Aluminiumrohre, die für den Einsatz in rauen Umgebungen oder für den Transport von schweren Lasten ausgelegt sind. Metall-Leerrohre sind robust und widerstandsfähig, können jedoch auch anfälliger für Korrosion und Feuchtigkeit sein. Schließlich gibt es auch noch Leerrohre aus Faserverbundwerkstoffen, die aus einer Kombination von Harz und Fasern bestehen. Diese Art von Leerrohr ist leicht, aber dennoch widerstandsfähig und kann in vielen verschiedenen Umgebungen eingesetzt werden.
Faserverbundwerkstoff-Leerrohre sind jedoch oft teurer als Leerrohre aus anderen Materialien. Insgesamt gibt es viele verschiedene Materialien, aus denen Leerrohre hergestellt werden können. Die Wahl des geeigneten Materials hängt von verschiedenen Faktoren ab, wie z. B. der Art der Leitungen, die durch das Rohr verlegt werden sollen, den Anforderungen an Korrosionsbeständigkeit, Feuchtigkeitsbeständigkeit und Schlagfestigkeit sowie den Anforderungen an die Kosten und die Umgebung, in der das Rohr eingesetzt werden soll.